# Lou Handman
Lou Handman (* 10. September 1894 in New York City, New York; † 9. Dezember 1956 in Flushing, New York City, New York) war ein amerikanischer Songwriter und Filmmusik-Komponist. Gemeinsam mit dem Liedtexter Roy Turk schrieb er 1926 die Ballade Are You Lonesome Tonight?, die in der Interpretation von Elvis Presley zu Weltruhm gelangte.

## Leben
Handman begann seine Karriere mit Tourneen als Vaudeville-Künstler durch Australien und New York. Während seines Dienstes in der US Army im Ersten Weltkrieg spielte er Klavierkonzerte für Soldaten. Nach Kriegsende kam er zur Tin Pan Alley, wo er als Song-Promoter für Irving Berlin und als Pianist für Marion Harris arbeitete. Er begann, eigene Songs zu schreiben, seine größten Erfolge waren My Sweetie Went Away, Me and the Moon, No Nothing, Was it Rain, Blue and Broken Hearted und Are You Lonesome Tonight?. 1930 zog er mit seiner Ehefrau, dem Vaudeville-Star Florrie Le Vere, nach Hollywood, wo er im Auftrag der Universal Studios Filmmusiken komponierte. Handman starb 1956 und wurde 1970 posthum in die Songwriters Hall of Fame aufgenommen.